# Aframax

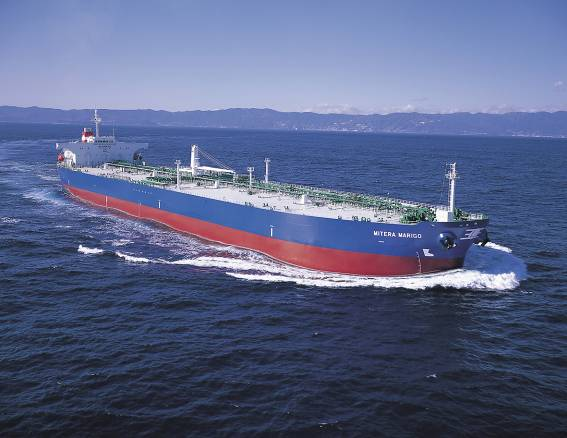
Petrolero Aframax Mitera Marigo

Aframax es un tipo de buque petrolero de menos de 120.000 toneladas métricas y con una anchura no superior a 32,31 m, por lo que habría podido atravesar el canal de Panamá original. El término derivada del inglés Average Freight Rate Assessment (AFRA), un sistema de tarifas de petroleros creado en 1954 por Shell Oil para estandarizar los términos de los contratos de embarque.
Debido a su tamaño favorable, los petroleros de Aframax pueden acceder a la mayoría de los puertos del mundo. Estos buques sirven a regiones que no tienen puertos muy grandes o terminales para petroleros muy grandes y ultra-grandes. Los buques cisterna Aframax son óptimos para el transporte de crudo de corto a medio trayecto. Los tanques de clase Aframax se utilizan en gran medida en las cuencas del Mar Negro, Mar del Norte, Mar Caribe, Mar de la China Oriental y Meridional y el Mediterráneo. Los países exportadores no pertenecientes a la OPEP pueden exigir el uso de buques tanque porque los puertos y canales a través de los cuales estos países exportan su petróleo son demasiado pequeños para acomodar el Suezmax más grande o tamaños superiores.